# 흐리스토 니콜로프 루코프

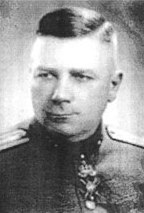
흐리스토 니콜로프 루코프

흐리스토 니콜로프 루코프(불가리아어: Христо Николов Луков)는 불가리아의 군인, 정치인이다. 계급은 중장.